# Cerastium julicum
Cerastium julicum là loài thực vật có hoa thuộc họ Cẩm chướng. Loài này được Schellm. mô tả khoa học đầu tiên năm 1938.